# اوبلاچینا
اوبلاچینا (به صربی: Oblačina) یک منطقهٔ مسکونی در صربستان است که در مروشینا واقع شده‌است.